# Turdus olivaceofuscus
Turdus olivaceofuscus е вид птица от семейство Turdidae. Видът е почти застрашен от изчезване.

## Разпространение
Видът е разпространен в Сао Томе и Принсипи.